# 제네바 시민운동
제네바 시민운동(제네바 市民運動, 프랑스어: Mouvement citoyens genevois, MCG 무아브멩 시토아앵 제네바[*])은 스위스의 지역주의 정당이다. 제네바 칸톤의회에서 11석을 보유하고 있다.
2005년에 창당된 정당으로 당의 노선은 국민보수주의, 대중주의, 지역주의의 스펙트럼을 가지고 있으며 중앙당사는 오넥스에 위치한다.